# 중화민국 교육부

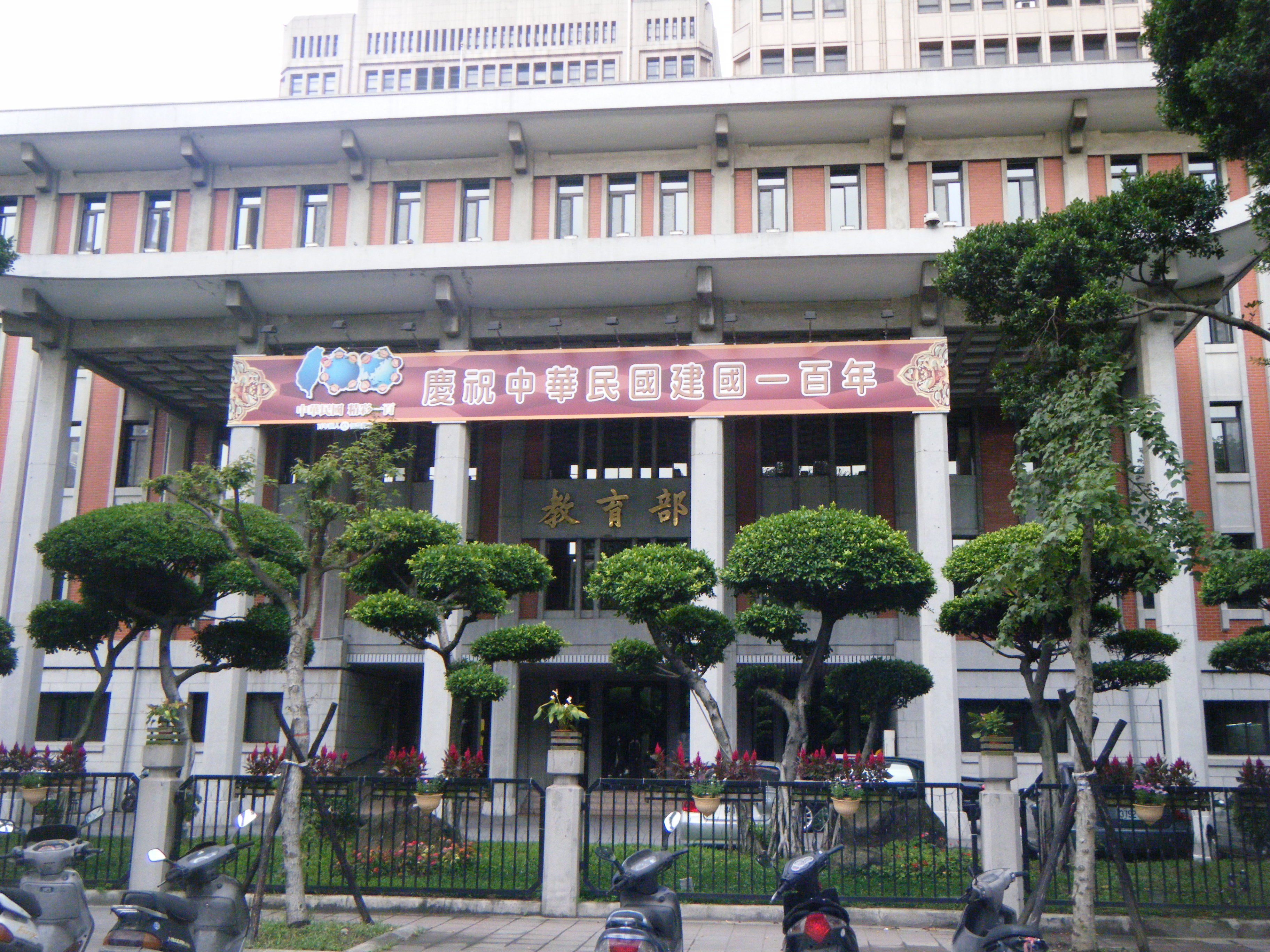
중화민국 교육부

중화민국 교육부(중국어: 中華民國敎育部, 병음: Zhōnghuá Mínguó Jiàoyùbù 종화민궈 자오유부[*])는 중화민국의 교육, 문화, 학술 등에 관한 일을 담당하는 중화민국 행정원 소속 행정 기관이다. 1928년 국민정부의 한 부서로 설립되었다.

## 조직 현황
- 교육부장
- 교육부차장（상무차장 2명, 정무차장 1명）
- 비서실
- 고등교육사
- 기술급 직업교육사
- 중등교육사
- 국민교육사
- 사회교육사
- 체육사
- 총무사
- 국제문화교육사업처
- 학생군훈처
- 인사처
- 회계처
- 통계처
- 정풍처
- 교육연구위원회
- 훈육위원회
- 의학교육위원회
- 교민교육위원회
- 학술심의위원회
- 법규위원회
- 소원회
- 국어추행위원회
- 환경보호소조
- 대륙공작소조
- 중앙교사신소평의위원회
- 전자계산기중심
- 중부판공실

## 주소
臺灣臺北市中正區中山南路5號

## 같이 보기
- 한성화교소학교